# Xiangyang hua
Xiangyang hua (xinès simplificat: 向阳·花, pinyin: Xiàngyáng·huā, literalment 'Flors assolellades'; anglès: 'We Girls') és una pel·lícula dramàtica-criminal de la República Popular de la Xina de 2025 dirigida per Feng Xiaogang, protagonitzada per Zhao Liying, Lan Xiya, Chuo Ni, Wang Ju i Cheng Xiao. Va ser estrenada a la Xina continental el 4 d'abril de 2025.

## Trama
Explica la història del renaixement i dificultats de diverses preses després de tornar a la societat.

## Producció
El 22 de juliol de 2024, la companyia cinematogràfica va llançar un pòster conceptual, anunciant que la pel·lícula seria dirigida per Feng Xiaogang i protagonitzada per Zhao Liying.
El 3 de març de 2025 es va publicar el cartell d'estrena, anunciant que la pel·lícula s'estrenaria el 4 d'abril.